# Břest
Břest (deutsch Briest, früher Brzest) ist eine Gemeinde in Tschechien. Sie befindet sich sieben Kilometer nordöstlich von Kroměříž in der Hanna und gehört zum Okres Kroměříž.

## Geographie
Břest befindet sich einen Kilometer linksseitig der Moštěnka in der Obermährischen Senke (Hornomoravský úval). Durch den Ort führt die Staatsstraße 55 von Přerov nach Otrokovice. Am östlichen Ortsausgang hat das Dorf eine Haltestelle an der Eisenbahn von Přerov nach Břeclav.
Nachbarorte sind Žalkovice im Norden, Němčice im Nordosten, Rymice im Osten, Pravčice und Hulín im Südosten, Skaštice im Süden, Plešovec im Südwesten, Chropyně im Westen sowie Kyselovice im Nordwesten.

## Geschichte
Der erste schriftliche Nachweis über das alte slawische Dorf findet sich in einer Liste des Olmützer Bischofs Heinrich Zdik aus dem Jahre 1131. Markgraf Vladislav Heinrich stiftete den Ort 1220 an das von ihm gegründete Kloster Velehrad und 1228 bestätigte König Ottokar I. Přemysl die klösterlichen Besitzrechte. Bis ins 16. Jahrhundert blieb Břest im Besitz der Velehrader Zisterzienser, die das Dorf mehrfach verpfändeten und wieder auslösten.
1550 erwarb Wenzel von Ludanitz auf Chropyně den Ort und gliederte ihn seiner Herrschaft zu. 1615 kaufte Bischof Franz Xaver von Dietrichstein Břest aus der Herrschaft Chropyně aus. Während des Einfalls der Walachen während des Dreißigjährigen Krieges wurden 1620 die Kirche und das Pfarramt zerstört. In den Jahren 1665 und 1666 brachen im Ort mehrere Großbrände aus.
In Břest fand am 16. April 1848 der Kongress der gesamtmährischen Hannaken statt, auf dem die Abschaffung der Robotdienste, Meinungs- und Pressefreiheit sowie die Gleichberechtigung der tschechischen und deutschen Sprache gefordert wurde. Bis zur Ablösung der Patrimonialherrschaften im Jahre 1848 verblieb Břest dann im Olmützer Bistumsbesitz. 1848 hatte das Dorf 938 Einwohner.
In den letzten Tagen des Zweiten Weltkrieges fand am 7. Mai 1945 das Gefecht um Briest statt, das 31 Menschenleben forderte.
Die Bewohner von Břest lebten von der Landwirtschaft und der Verarbeitung deren Produkte. Neben einer Wassermühle bestand seit 1807 auch eine Windmühle, sowie die Brauerei, Brennerei, Ziegelei, Konservenfabrik „Pikaz“ und eine Hanfölfabrik.
Zu Gemeinde Břest gehören die Siedlung Chaloupky und U Mlýna.

## Sehenswürdigkeiten
- Pfarrkirche Jakobus des Älteren, 1708 an Stelle eines Vorgängerbaus von 1580 errichtet, nach dem Umbau von 1893 erhielt sie ihre heutige Form
- Pfarrhaus, erbaut 1620
- neues Rathaus, erbaut 1863–1864, 1999 saniert
- altes Rathaus, zum Gasthof U slovanské lípy umgebaut
- Lochman-Villa, errichtet für Josef Lochman
- Kapelle der Schmerzhaften Jungfrau Maria auf dem Friedhof, gestiftet von Josef Lochman
- Büste des Präsidenten T.G. Masaryk, 1997 gegenüber der Schule aufgestellt
- Statue der Jungfrau Maria von Lourdes, vor dem Feuerwehrhaus, aufgestellt 1887
- Statue des Hl. Johannes von Nepomuk, 1753 durch den Pfarrer Ignaz Johann Frey aufgestellt
- Steinernes Kreuz an der Kirche, aufgestellt im 18. Jahrhundert

## Persönlichkeiten

### Söhne und Töchter der Gemeinde
- Inocenc Červinka (1869–1952), tschechischer Archäologe
- Pater Jan Bařina (1863–1943), Prälat der Augustinerabtei St. Thomas in Alt Brünn und Mitglied des Herrenhauses und Abgeordneter der Nationalversammlung
- Josef Lochman (1882–1948), Rechtsanwalt in Brünn und bedeutender Mäzen des Ortes

### Im Ort lebten und wirkten
- Peregrin Obdržálek, der Autor wirkte als Pfarrer in Břest